# Momboué
Momboué est un village du Cameroun situé dans le département du Boumba-et-Ngoko et la région de l'Est. Il fait partie de la commune de Salapoumbé.

## Population
Lors du recensement de 2005 on y dénombrait 993 habitants.